# Сулиманов, Рушан Абдулхакович
Рушан Абдулхакович Сулиманов, (род. 1 января 1957 года, Горьковская область, РСФСР, СССР) – российский учёный, доктор медицинских наук (1999 г.), «Заслуженный врач РФ» (2010 г.).

## Биография
Сулиманов Рушан Абдулхакович родился 01.01.1957, д. Красная Горка Пильнинского района Горьковской области, Россия.
В 1979 году окончил  Горьковский государственный медицинский институт по специальности «Лечебное дело».
С 1980 по 1990 гг. работал практическим врачом - хирургом в лечебных учреждениях Великого Новгорода.
С 1990 г. по настоящее время является заведующим отделением торакальной хирургии Новгородской областной клинической больницы.
В 1992 г. защитил кандидатскую диссертацию по лечебной тактике при посттравматическом свернувшемся гемотораксе в мирное время.
В 1999 г. защитил докторскую диссертацию, тема: «Принципы оказания специализированной хирургической помощи при ранениях груди мирного времени».
С 2000 г. совмещает врачебную деятельность с научной и педагогической в Институте Медицинского образования НовГУ им. Ярослава Мудрого.
С 2003 г. по настоящее время – заведующий кафедрой госпитальной хирургии.
С 2008 г. по 2023 г. – заместитель директора Института медицинского образования ФГБОУ ВО «Новгородский государственный университет имени Ярослава Мудрого».

## Научная и общественная деятельность
В 1992 году защитил кандидатскую диссертацию, в 1999 году – докторскую, на тему «Принципы оказания специализированной хирургической помощи при ранениях груди мирного времени».
Основные научные направления: разработка принципов оказания специализированной хирургической помощи при ранениях груди; органосохраняющие и пластические операции на пищеводе, трахеи и бронхах; внедрение тактических приемов в хирургическом лечении гнойно-воспалительных заболеваний средостения; разработка методики эндовидеоторакаскопического лечения выпотного перикардита.
Автор более 220 статей, 6 методических рекомендаций, 3 монографий, 21 авторское свидетельство и патентов на изобретения.
Ведущий хирург региона, выполнивший более 16 тысяч операций на трахее, пищеводе, опухолевых процессах органов дыхания при гнойных воспалительных заболеваниях легких, плевры и средостения. Имеет высшую квалификационную категорию по специальности «хирургия» и «торакальная хирургия».
Является членом Ассоциации торакальных хирургов России.
Девизом, жизненным кредо Рушана Абдулхаковича Сулиманова является: «Жить ради самой жизни!».

## Награды и звания
Рушан Абдулхакович награждён «Золотым диском» Американского биографического института (1997)
Включён в издание «INTERNATIONAL WHO'S WHO OF INTELLECTUALS» (1999) Международного биографического центра.
Является победителем Всероссийского конкурса 2002 года «Лучший врач года» в номинации «Лучший хирург».
Награждён Почётной грамотой Министерства здравоохранения Российской Федерации (2004), медалью «За заслуги в развитии здравоохранения и медицины» (2007).
Награжден ведомственной наградой Министерства здравоохранения и социального развития РФ нагрудным знаком «Отличник здравоохранения» (17.04.2009).
За большой вклад в развитие хирургии и подготовку кадров для здравоохранения Сулиманову Р. А. было присвоено высокое звание «Заслуженный врач РФ» (11.04.2010).
Награждён Почётной грамотой Министерства образования Российской Федерации (2013), медалью Ярослава Мудрого II степени Новгородского Государственного Университета им. Ярослава Мудрого (2013), Благодарственным письмом председателя Новгородской областной Думы (2015), Медалью Гиппократа (2016).
В 2014 году удостоен звания «Профессор года». За многолетний добросовестный труд в системе здравоохранения области, подготовку высококвалифицированных медицинских кадров награжден медалью «За вклад в развитие земли Новгородской» (2017). За заслуги в профессиональном становлении молодых специалистов и активную наставническую деятельность награжден знаком отличия «За наставничество» (2020).